# Distretto di Demirözü
Il distretto di Demirözü (in turco Demirözü ilçesi) è uno dei distretti della provincia di Bayburt, in Turchia.